# Фрімонт (Огайо)
Фрімонт (англ. Fremont) — місто (англ. city) в США, в окрузі Сендаскі штату Огайо. Населення — 15 930 осіб (2020).

## Географія
Фрімонт розташований за координатами 41°21′11″ пн. ш. 83°6′56″ зх. д. / 41.35306° пн. ш. 83.11556° зх. д. (41.353019, -83.115590).  За даними Бюро перепису населення США в 2010 році місто мало площу 22,18 км², з яких 21,61 км² — суходіл та 0,57 км² — водойми.

## Демографія
Згідно з переписом 2010 року, у місті мешкали 16 734 особи в 6745 домогосподарствах у складі 4162 родин. Густота населення становила 754 особи/км².  Було 7541 помешкання (340/км²).
Расовий склад населення:
| - 80,7 % — білих - 8,3 % — чорних або афроамериканців - 0,3 % — азіатів - 0,2 % — корінних американців - 5,3 % — осіб інших рас |

До двох чи більше рас належало 5,1 %. Частка іспаномовних становила 16,1 % від усіх жителів.
За віковим діапазоном населення розподілялося таким чином: 27,2 % — особи молодші 18 років, 58,9 % — особи у віці 18—64 років, 13,9 % — особи у віці 65 років та старші. Медіана віку мешканця становила 35,3 року. На 100 осіб жіночої статі у місті припадало 91,7 чоловіків;  на 100 жінок у віці від 18 років та старших — 88,1 чоловіків також старших 18 років.
Середній дохід на одне домашнє господарство  становив 46 116 доларів США (медіана — 33 147), а середній дохід на одну сім'ю — 53 958 доларів (медіана — 41 730). Медіана доходів становила 40 647 доларів для чоловіків та 27 500 доларів для жінок. За межею бідності перебувало 26,2 % осіб, у тому числі 38,2 % дітей у віці до 18 років та 11,5 % осіб у віці 65 років та старших.
Цивільне працевлаштоване населення становило 6980 осіб. Основні галузі зайнятості: виробництво — 33,3 %, освіта, охорона здоров'я та соціальна допомога — 17,1 %, роздрібна торгівля — 10,4 %, науковці, спеціалісти, менеджери — 8,3 %.